# مرشد قلي خان
عَلَاءُ الدَّولَةِ مُؤتَمَنُ المُلكِ النَّوَابُ النَّاظِمُ نَاصِر جُنگ مُرشِد قُلِي جَعفَر خَان بَهَادُر النَّاصِرِيُّ (بالفارسيَّة: عَلَاءُالدَّولَه مُؤتَمَنُ‌المُلکِ نَوَاب نَاظِم نَاصِر جُنگ مُرشِد قُلِی جَعفَرخَان بَهَادور نَاصِرِی، وبالبنگاليَّة: মুর্শিদকুলি খাঁ) (ق. 1070هـ - 1139هـ المُوافق فيه ق. 1660م - 30 حزيران (يونيو) 1727م) الشَّهير اختصارًا بِـ«مرشد قلي خان» أو «محمد هادي» أو «سوریه ناراین مشرا»، هو مؤسَّس الملكيَّة البنگاليَّة التي حكمت البنگال وأُديشة وبهار لِما يزيد على مائة وخمسين سنة. وقد حكم البلاد مِن سنة ق. 1129هـ المُوافقة لِسنة 1717م حتَّى سنة 1139هـ المُوافقة لِسنة 1727م. شهد عهده إصلاحاتٍ وتنظيماتٍ اقتصاديَّة كبيرة جعلت من الديار البنغاليَّة رمزًا لِلرَّخاء والغنى والثَّراء، كما أنه مؤسَّس مدينة «مرشدآباد» وقد سُمِّيَت بِهذه التَّسمية نسبةً إليه.
ولد في الدكن في أواسط القرن السابع عشر الميلادي وتربّى على يد الحَاج شافي، امتلك مرشد قلي خان خبرة في شؤون الإيرادات جعلته يلعب دورًا مهمَّا في تطبيق استراتيجيات الإدارة المالية المستندة إلى الشريعة الإسلاميَّة. تم النداء بمرشد قلي خان نوابًا مستقلًّا على صوبة البنغال ليكون بذلك هو النواب الناظم الأول للبنغال وأوديشا وبهار ومرشد أباد منذ 1717 وحتى مماته في 30 يونيو 1727.